# Sławsko
Sławsko (deutsch Alt Schlawe, früher auch Altenschlawe) ist ein Dorf in der Landgemeinde Sławno (Schlawe) im Kreis Sławno der polnischen Woiwodschaft Westpommern.

## Geographische Lage
Das Bauerndorf liegt in Hinterpommern am linken Ufer der Wipper (Wieprza), drei Kilometer nordöstlich der Kreisstadt Sławno (Schlawe). Nachbarorte sind: im Westen und Norden Sławno, Radosław (Coccejendorf), Tokary (Deutschrode) und Staniewice (Stemnitz), im Osten und Süden Wrześnica (Freetz) und Warszkowo (Alt Warschow).
Im Süden des Dorfes erstreckt sich ein Wiesengelände entlang der Wipper mit etwa 15 Metern über NN., im Norden und Westen Ackerland, etwa 30 Meter über NN., und im Osten Heidelandschaft. Kurz nach dem Ortsausgang in Richtung Staniewice befindet sich der früher so genannte Alt Schlawer See.

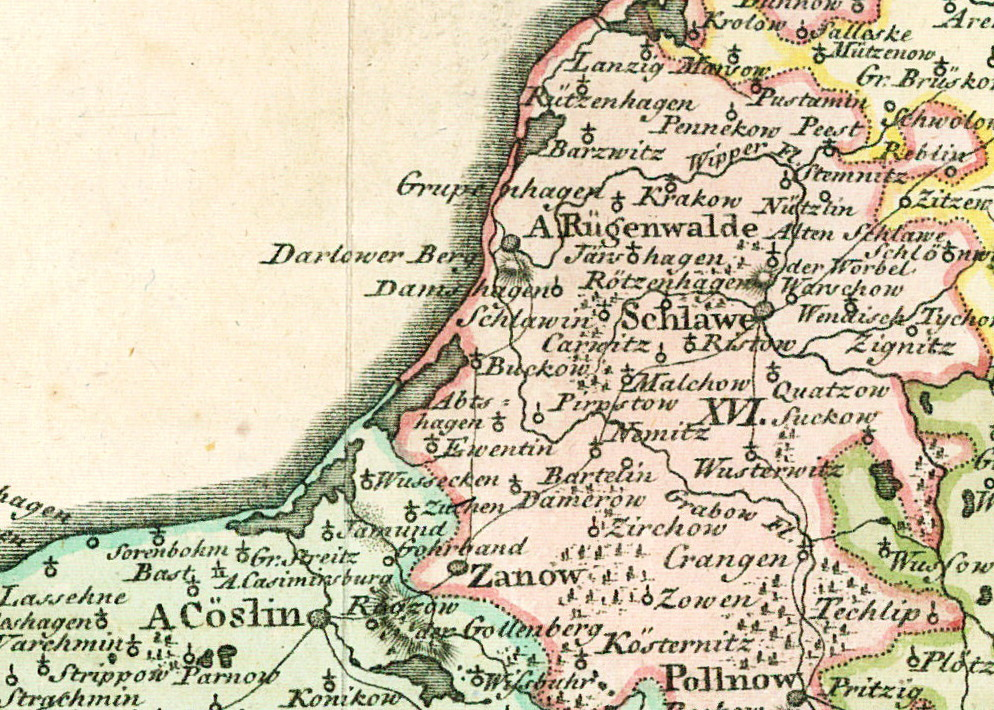
Kirchdorf Alt Schlawe (Alten Schlawe) mit dem „Worbel“ (Schlossberg) am linken Ufer der Wipper, östlich von Rügenwalde und nordöstlich von Schlawe, auf einer Landkarte von 1793

Flussabschnitt der Wipper zwischen Schlawe und Alt Schlawe, in dem sich die Burg Schlawe im 15. Jahrhundert befunden hatte, auf einer Landkarte des 19. Jahrhunderts. Bei Alt Warschow ist der Rest eines ehemaligen Flussverlaufs eingezeichnet. Nach der Landkarte von 1793 dürfte sich hier in der Nähe der „Worbel“ (Schlossberg) befunden haben.

Alt Schlawe (Altenschlawe), östlich der Ostseestadt Rügenwalde und nordöstlich der Stadt Schlawe, auf einer Landkarte von 1910

## Ortsname
Der Ortsname leitet sich her von der Burg Schlawe, die 1186 am linken Ufer der Wipper zwischen der Stadt Schlawe und dem Dorf Alt Schlawe auf einer Bodenerhöhung angelegt wurde, dem Schlossberg, im Volksmund in der Neuzeit „der Worbel“ genannt. Namensformen sind Zlavinia (1186) und Sclawena (1265), dann auch Alten Schlawe oder Alten Schlage. Bis 1317 bezeichnet der Name Schlawe stets die Burg, erst danach die neu gegründete Stadt Schlawe.

## Geschichte
Das Dorf Alt Schlawe wurde an der Stätte der einstigen Burg Schlawe errichtet, die 1186 als Burg Zlavinia zuerst erwähnt wurde. Sie war Sitz der Nachkommen des Herzogs Ratibor I. von Pommern. 1271 wurde Detlev von Schlezen erster Vogt auf der Burg, und 1273 nahm Herzog Mestwin II. von Pommerellen die Burgen im Lande Stolp und Schlawe vom Markgrafen von Brandenburg zu Lehen.
Seit Anfang des 13. Jahrhunderts gab es außer der Burg ein Ordenshaus der Johanniter.  Die Komturei der Johanniter hatte ihren Sitz auf der Burg. 1402 wurde das Schloss von Schlawer Bürgern zerstört und der Name „Alt Schlawe“ (Olden Slawe) von Herzog Bogislaw VIII. erwähnt. Als Relikte der ehemaligen Burganlage sollen  am Schlossberg gegen Ende des 18. Jahrhunderts noch ein halber Wall und ein Wassergraben vorhanden gewesen sein. Demnach dürfte sich die Burgstelle auf einer von Überschwemmungen  weitgehend verschonten niedrigen Anhöhe in unmittelbarer Nähe der Wipper befunden haben.  Ob die Burgstelle noch heute am linken Ufer der Wipper zu suchen ist, steht in Frage, da sich der Verlauf des Flussbetts zwischen Schlawe und Alt Schlawe später verändert haben könnte.  Der Wall und der Ringgraben sollen Ende des 19. Jahrhunderts eingeebnet worden sein.
Die ältesten Höfe des Dorfes waren seit dem 16. Jahrhundert in Familienbesitz. Um 1533 war ein Zweig der Familie Natzmer hier sesshaft. Um 1780 war Altenschlawe  ein sogenanntes ‚ritterfreies Vorwerk‘ mit 637 Morgen Land.  Mit 38 Feuerstellen (Haushalten) war das Dorf eines der größten Dörfer des Domänenamtes Rügenwalde. Nachdem der Pachtvertrag mit dem Rügenwalder Amt im Jahr 1804 ausgelaufen war, wurde der Domänenpächter gegen einmalige Zahlung eines Geldbetrags in Höhe von 8010 Talern in den Erbstand versetzt. Bei dieser Gelegenheit wurden Bauern, die im Vorwerk bisher dienstpflichtig gewesen waren, ihrer Dienstpflicht entbunden. 1818 lebten hier 411 Einwohner.
Anfang der 1930er Jahre hatte die Landgemeinde Alt Schlawe eine Flächengröße von 10,9 km². Innerhalb der Gemeindegrenzen standen zusammen 136 bewohnte Wohnhäuser an zwei verschiedenen Wohnstätten:
1. Alt Schlawe (Ziegelei), 1,2 Kilometer östlich in Richtung Freetz gelegen, zugehörig war das Sägewerk von Max Heining
2. Coccejendorf (Bahnhof), 2,5 Kilometer nordwestlich an der Straße nach Coccejendorf, kleinere Abbauten: zwei größere Gehöfte, vier kleine Höfe

Um 1935 hatte Alt Schlawe unter anderem einen Gasthof, eine Spar- und Darlehnskasse, zwei Gemischtwarenläden, eine Bäckerei, eine Metzgerei, eine Molkerei, eine Mühle, drei Schmieden, zwei Stellmacher, vier Tischler, zwei Viehhandlungen und eine Ziegelei.
Im Jahr 1945 war Alt Schlawe eine Landgemeinde  im Landkreis Schlawe i. Pom. in der preußischen Provinz Pommern. Mit den Gemeinden Coccejendorf und Neu Warschow bildete Alt Schlawe vor 1945 das Amt Alt Schlawe. Standesamtlich war Coccejendorf nach Alt Schlawe integriert, das im Übrigen zum Amtsgericht Schlawe rechnete.
Anfang März 1945 besetzte die Rote Armee ohne Widerstand das Dorf. Beim Beschuss der Stadt Schlawe gingen dann in Alt Schlawe Gehöfte und die Mühle in Flammen auf. Nach Kriegsende wurde Alt Schlawe zusammen mit ganz Hinterpommern von der Sowjetunion der Volksrepublik Polen zur Verwaltung überlassen. Ab Juni 1945 wurden die Häuser und Höfe von polnischen und ukrainischen Zuwanderern besetzt und übernommen, die anfangs vorwiegend aus Gebieten östlich der Curzon-Linie kamen. Danach  begann die gesetzlose oder ‚wilde‘ Vertreibung der einheimischen Bevölkerung durch das kommunistische polnische Regime. Viele Alt-Schlawer wurden verschleppt oder gelangten erst Ende Dezember 1946 in den Westen.
Unter der Bezeichnung Sławsko ist das Dorf Alt Schlawe heute Teil der Gmina Sławno im Powiat Sławieński der Woiwodschaft Westpommern (bis 1998 Woiwodschaft Stolp) mit 860 Einwohnern.

### Demographie
| Jahr | Einwohner | Anmerkungen                                                     |
| ---- | --------- | --------------------------------------------------------------- |
| 1818 | 411       | Kirchdorf mit Mutterkirche, in königlichem Besitz               |
| 1852 | 793       | [ 9 ]                                                           |
| 1864 | 987       | am 3. Dezember, auf einer Gesamtfläche von 4266 Morgen          |
| 1867 | 1060      | am 3. Dezember                                                  |
| 1871 | 997       | am 1. Dezember, davon 996 Evangelische. eine katholische Person |
| 1885 | 978       | am 1. Dezember, sämtlich Evangelische, in 113 Wohngebäuden      |
| 1890 | 966       | am 1. Dezember                                                  |
| 1910 | 887       | am 1. Dezember, Dorf mit Molkerei, Mühle und Ziegelei           |
| 1925 | 844       | davon 843 Evangelische und ein Katholik,                        |
| 1933 | 813       | [ 16 ]                                                          |
| 1939 | 853       | [ 16 ]                                                          |

| Jahr | Einwohner | Anmerkungen |
| ---- | --------- | ----------- |
| 2005 | ca. 860   |             |

## Kirche

### Dorfkirche

Dorfkirche von Alt Schlawe

Grundriss der Dorfkirche

Bereits im 14. Jahrhundert wurde die schlichte Backsteinkirche als dreischiffige Hallenkirche mit großem, massiven Westturm auf einer Anhöhe errichtet. 1489 wurde sie – nachdem der Ort an Bedeutung verloren hatte – in einfacher Form fertiggestellt. Einzelne Teile wie Fenster, Turm, Giebel und Südeingang wurden erneuert. Der große Satteldachturm weist einige, sich nach innen erweiternde Unterbrechungen auf, die auf eine Benutzung des Turms für Verteidigungszwecke schließen lassen.
Eindrucksvoll war vor 1945 der dreiteilige Renaissance-Altaraufbau, der Taufstein aus Granit und die Messing-Taufschale mit Reliefdarstellungen aus dem Jahr 1697.
Seit mehr als vierhundert Jahren als evangelisches Gotteshaus genutzt, wurde die Alt Schlawer Kirche nach 1945 zugunsten der  Römisch-katholischen Kirche in Polen zwangsenteignet.

### Kirchspiel bis 1945
Die Bevölkerung von Alt Schlawe war vor 1945 fast ausnahmslos evangelischer Konfession. Das Dorf war Pfarrsitz für das gleichnamige Kirchspiel, zu dem außer der Kirchengemeinde Alt Schlawe mit Deutschrode (Tokary) auch die Kirchengemeinden Freetz (Wrześnica) und Stemnitz (Staniewice) mit Wilhelmine (Wilkowice) gehörten. Im Jahre 1940 zählte das gesamte Kirchspiel 2904 Gemeindeglieder, von denen 970 zur Kirchengemeinde Freetz und 954 zur Kirchengemeinde Stemnitz rechneten. Bis 1928 gehörte das Kirchspiel zum Kirchenkreis Rügenwalde (Darłowo), danach zum Kirchenkreis Schlawe (Sławno) der Kirchenprovinz Pommern der Kirche der Altpreußischen Union. Der Bestand an Kirchenbüchern reichte bis 1710 zurück.
Das katholische Kirchspiel war in Schlawe i. Pom.

### Kirchspiel seit 1946
Die seit 1945 und Vertreibung der Einheimischen hier lebenden Polen sind  überwiegend römisch-katholisch. 
Am 22. Juli 1947 wurde die beschlagnahmte Dorfkirche von den zugewanderten katholischen Polen umgeweiht und als Kósciół św. Piotra i Pawła dem Patrozinium St. Peter und Paul unterstellt.
Die Römisch-katholische Kirche in Polen errichtete hier am 24. Januar 1986 eine eigene Pfarrei, die dem Dekanat Sławno im Bistum Köslin-Kolberg zugeordnet war. Etwa 2000 Gemeindeglieder gehören zu ihr, die auf insgesamt vier Kirchengemeinde verteilt sind: neben der Mutterkirche Sławsko die Filialkirchen Pieszcz (Peest), Radosław (Coccejendorf) und – wie schon vor 1945 – Staniewice (Stemnitz). 
Die wenigen hier lebenden evangelischen Kirchenglieder gehören zum Pfarramt Koszalin (Köslin) bzw. Słupsk (Stolp) in der Diözese Pommern-Großpolen der Evangelisch-Augsburgischen Kirche in Polen.

### Pfarrer von der Reformation bis 1945
Bis 1656 wohnten die Geistlichen in Schlawe, erst Pfarrer Schuzius baute sich in Alt Schlawe eine Wohnung zum Pfarrhaus aus. Vor 1945 amtierten hier 17 (deutsche) evangelische Geistliche, nach 1945 bisher 8 (polnische) katholische Amtsträger:
1. Matthias Lübbecke, (1568)
2. Matthias Venzcke, bis 1594
3. Johann Hilzimer, seit 1595
4. Martin Miscius (Miscke), seit 1606
5. Henning Schuzius, 1656–1673
6. Georg Nazius, 1674–1704
7. Andreas Wilde, 1705–1722
8. Michael Johann Vaternahm, 1723–1728
9. Johann Ehrenreich Linck, 1729–1751
10. Jakob Lorenz Fabricius, 1752–1804
11. Franz Ferdinand Mansuetus Buchholtz, 1805–1845
12. Otto Julius Eduard Dennert, 1846–1850
13. Ernst Ludwig Ferdinand Dreist, 1851–1864
14. Georg Albert Comolle, 1865–1904
15. Hugo Adolf Albert Kersten, seit 1904
16. Ernst Braun, ?
17. Paul Hollatz, 1927–1945

## Schule
Die Alt Schlawer Schule bestand aus zwei Gebäuden mit drei Klassenzimmern und drei Lehrerwohnungen. Jeweils zwei bis drei Jahrgänge wurden in einem Klassenraum unterrichtet. Die letzten Hauptlehrer vor 1945 waren Hermann Papenfuß und Ewald Wiese.

## Verkehr
Es besteht Anschluss an eine Nebenstraße, die von Sławno über Staniewice (Stemnitz) nach Postomino (Pustamin) und als Woiwodschaftsstraße 203 weiter nach Ustka (Stolpmünde) führt. Im Ort zweigt eine Straße nordwestwärts nach Radosław (Coccejendorf) ab, die beim Bahnhof Radosław Sławieński, der schon früher als Bahnhof Coccejendorf in der Gemarkung Sławsko lag, die frühere und heute stillgelegte Reichsbahnstrecke Schlawe–Stolpmünde überquert. Bahnstationen für Sławsko sind heute Sławno bzw. Wrześnica (Freetz) an der Staatsbahnstrecke 202 Danzig–Stargard (Pommern).